# Seur
Seur é uma comuna francesa na região administrativa do Centro, no departamento Loir-et-Cher. Estende-se por uma área de 3,87 km². Em 2010 a comuna tinha 498 habitantes (densidade: 128,7 hab./km²).